# 松永正幸
斯帕克·正幸·松永，和名松永正幸（英語：Spark Masayuki Matsunaga，1916年10月8日—1990年4月15日），已故日裔美國人政客，從1977年至其逝世該年於美國參議院擔任夏威夷州參議員。在此之前，松永於1962年至1976年間於美國眾議院擔任夏威夷州眾議員。
松永於其參議員任內草擬成立美國和平學會的法案，並且為在二戰期間受到囚禁的日裔美國人向美國政府爭取賠款。

## 生平

### 早年生活
松永在1916年10月8日在當時還是夏威夷領地的考艾島出生。松永的父母在他出生前從日本移民到美國。
松永的英文名（Spark，中譯「斯帕克」）是來自他的兒時的綽號，此綽號則來自美國漫畫巴尼·谷歌和史諾菲·史密斯中一個名為火花塞的角色。松永於1941年從夏威夷大學教育系畢業。
在日本偷襲珍珠港後，儘管松永是美軍一名少尉，他因為當時美國政府囚禁日裔人士的政策而被關押於威斯康辛州。他和其他被關押的日裔美國人隨後被時任總統富蘭克林·德拉諾·羅斯福允許加入美軍第100步兵營。

## 逝世
松永晚年罹患了前列腺癌。1990年1月时，他的癌症已扩散至骨骼。后来，他前往多伦多总医院接受治疗。1990年4月15日他在多伦多去世，享年73岁。死后，他的灵柩被国旗包裹，安放在檀香山的州议会里。